# Marco Sau
Marco Sau (sinh ngày 3 tháng 11 năm 1987 tại Sorgono, Sardegna) là một cầu thủ bóng đá người Ý. Hiện tại, đơn vị chủ quản của anh là câu lạc bộ Cagliari Calcio.

## Tiểu sử
Thuở nhỏ, Marco Sau có biệt danh là Vịt con (Pattolino). Thần tượng của anh là cựu tiền đạo Gianfranco Zola. Trong khoảng ba tháng vào năm 2000, khi đến thăm một người chú, Marco Sau đã tham dự khóa đào tạo ngắn hạn tại Gourock - tuyển trẻ của câu lạc bộ Livingston (Scotland).